# Semmelweis-Museum für Medizingeschichte

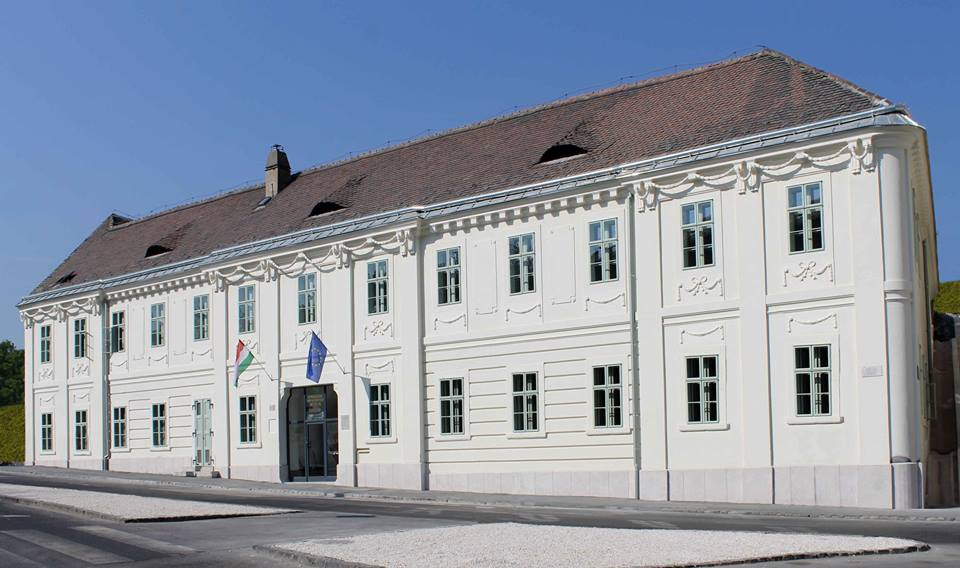
Gebäude des Semmelweis-Museums

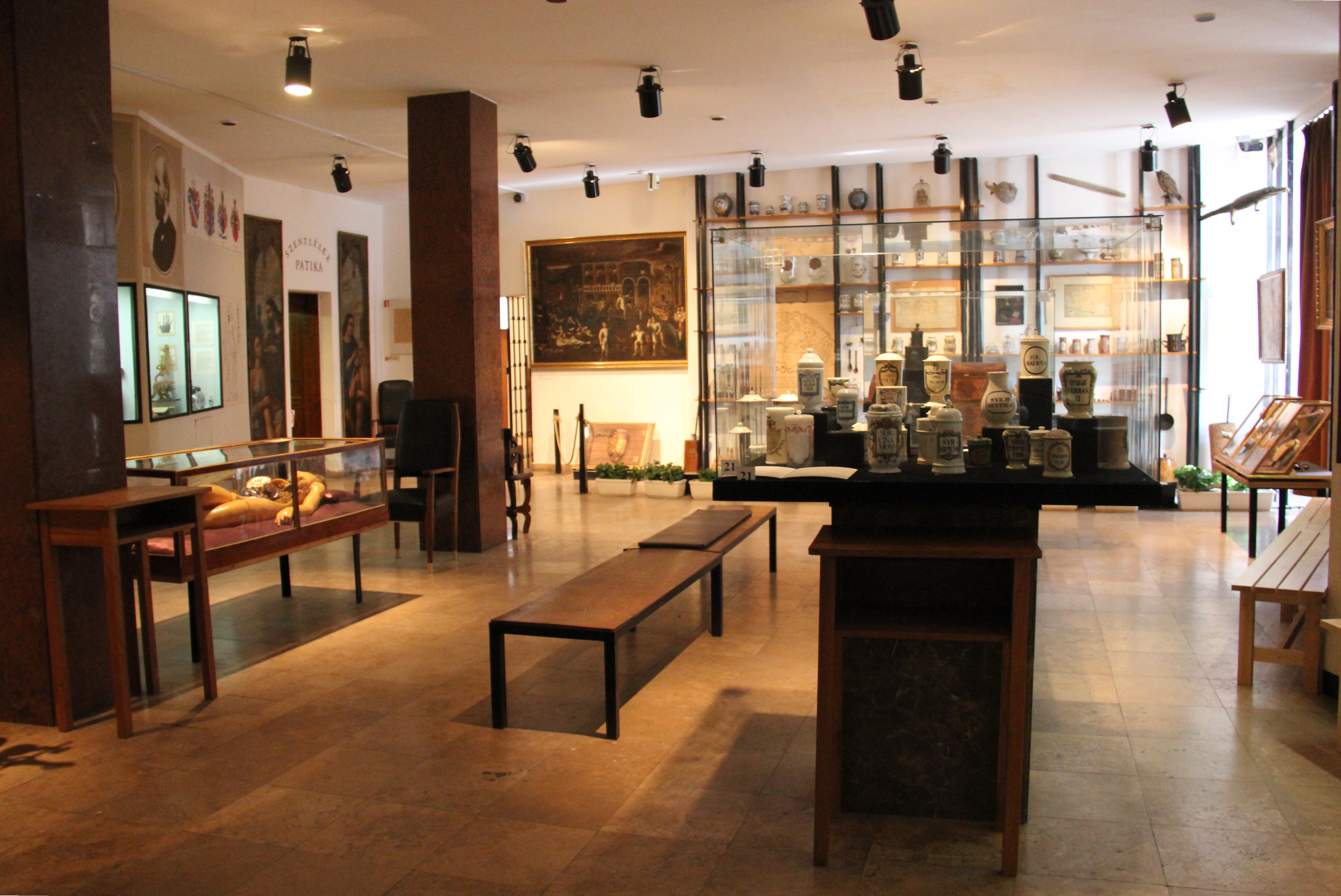
Ausstellungsraum im Museum

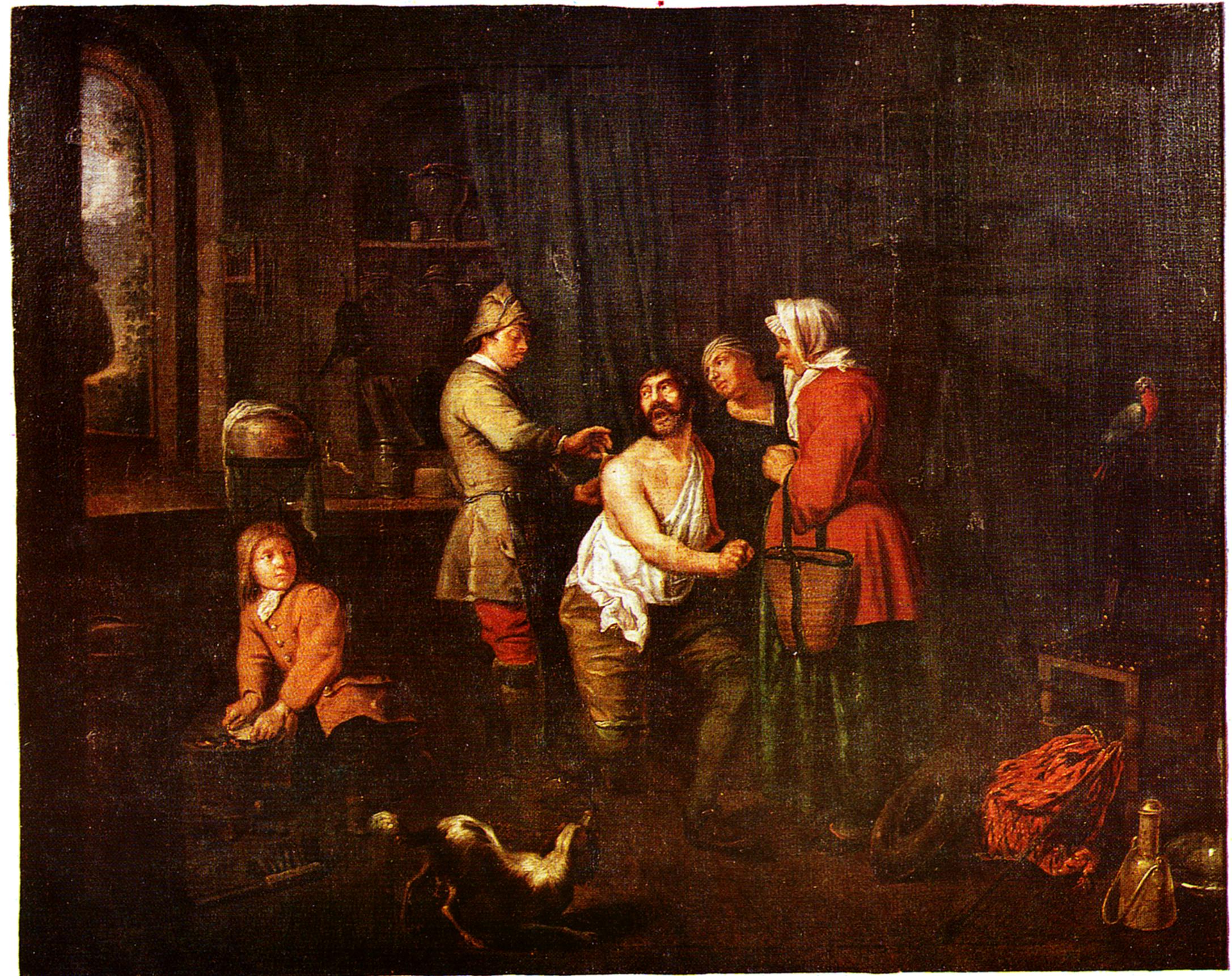
Das Ordinationszimmer des Chirurgen 1707, von Balthasar van den Bossche (1681–1715) im Semmelweis-Museum für Medizingeschichte

Das Semmelweis-Museum für Medizingeschichte (ungarisch Semmelweis Orvostörténeti Múzeum) ist ein nach dem Arzt Ignaz Semmelweis benanntes Museum für Medizingeschichte in Budapest. Es befindet sich in seinem Geburtshaus in der Apród utca und beherbergt eine Sammlung zur Geschichte der Heilmethoden und -instrumente. Zudem beherbergt das Museum eine Sammlung kolorierter anatomischer Wachsmodelle, etwas aus der Werkstatt von Felice Fontana und Clemente Susini. In Budapest befindet sich auch die Semmelweis-Bibliothek und -Archiv für Geschichte der Medizin (Semmelweis Orvostörténeti Könyvtár és Levéltár).